# Pteridotelus laticornis
Pteridotelus laticornis är en skalbaggsart som beskrevs av White 1855. Pteridotelus laticornis ingår i släktet Pteridotelus och familjen långhorningar.
Artens utbredningsområde är Venezuela. Inga underarter finns listade i Catalogue of Life.